# 薬丸兼陳
薬丸 兼陳（やくまる けんちん/かねのぶ）は、江戸時代前期の薩摩藩士。剣客。隠居して如水と号した。島津家中の武辺の士として知られた薬丸壱岐守の孫で薬丸兼利の子。
示現流の達人として東郷重位の五高弟の一人に数えられた。後に子孫の薬丸兼武によって薬丸自顕流の流祖とされたが、彼自身が新流派を組織した事実はない。

## 経歴
祖父の薬丸壱岐守が東郷重位の初陣の際に親代わりを務めた縁、またお互い屋敷が近かったこともあり、東郷重位の勧めで示現流に入門した。ときに14歳。
東郷重位の子重方と同年代だったので、互いに切磋琢磨し、またたくまに上達した。16歳のときに早くも二段目を授かり、20歳の頃には皆伝して弟子を取ることも許された。
特に小太刀の技に優れた。当時はまだ戦国の気風が残っており、兼陳も刀傷沙汰に巻き込まれたり試合を挑まれたりしたが、その全てに打ち勝って剣名を高めた。
ある夜、兼陳は島津綱久に招かれ示現流の「意地」について問われた。その部屋には茶釜が置いてあったので兼陳は言った。「この茶釜を例えに使って示現流の『意地』を説明しましょう。」綱久は答えた。「よろしい。」兼陳「茶釜に水を入れて炭火を起こしこれを煮ます。水はだんだんとお湯になりそして熱湯になります。湯が蒸発し、炉の火は燃え続け茶釜を焼き、その色は紫、紅と変わります。こうなると、茶釜に触れるものは焼き尽くされます。これが当流の『意地』です。」
兼陳が稽古をすると、その気合のあまりのすさまじさに肥前焼きの茶碗が割れてしまうほどだったので、稽古中は茶碗を伏せるようにしていたという。その剣名は藩内で高く、東郷重位の五高弟に数えられるまでとなった。
83歳まで長生きし、東郷重位の教えを知る直弟子として流派内で重きを成した。
墓所は曹洞宗松原山南林寺。現在、南林寺由緒墓に墓がある。

## 年譜
- 寛永3年2月；東郷重位より示現流聞書誓喩奥書を与えられる。なお、このときの通称は大炊兵衛であった。[3]
- 承応2年（1653年）2月；初代長崎御使人となる。
- 万治2年；「万治2年鹿府万治高帳」[4]に「薬丸刑部左衛門　219石」とある。
- 元禄5年2月17日；妻の弟、蒲地八左衛門貞隆が82歳で死去[5]。

## 備考
1. ↑  「鹿児島市史III」の「寛永十三年、鹿児嶋衆中屋敷御検地帳」によると、新堀の下に、『東郷肥前守 下屋敷 2反5畝』と『薬丸伴左衛門 下屋敷 5畝10歩』との記述がある。「本藩人物誌」では「半左衛門」となっているがこの「伴左衛門」は兼陳の父兼利と思われる。「伴左衛門」の「伴」は本姓が伴姓肝付氏であったことにちなむか？。
2. ↑  玉龍山福昌寺の末寺。師匠家の東郷家も同寺に埋葬されていた。
3. ↑  「鹿児島市史III｣の『薬丸家文書』参照
4. ↑  「旧記雑録追録1」に掲載
5. ↑  「旧記雑録拾遺　伊地知季安著作集Ⅲ」の『蒲地四郎左衛門家系図文書写』参照